# نتروکنا
نتروکنا (به لاتین: Netrokona) یک منطقهٔ مسکونی در بنگلادش است که در ناحیه نتروکونه واقع شده‌است. نتروکنا ۲۹٫۴ کیلومتر مربع مساحت و ۹۱,,۹۳۶ نفر جمعیت دارد.